# Alberto Siliotti
Alberto Siliotti, né à Vérone le 5 août 1950, est un  journaliste scientifique, écrivain et photographe italien.

## Biographie
Depuis plus de vingt ans, il étudie l'histoire, l'archéologie et le milieu naturel de l'Égypte, pays où il a commencé à travailler en 1988 en tant que directeur de la Mission Horus patronné par le ministère italien des Affaires Étrangères dont le but était de retracer les itinéraires en Égypte des voyageurs italiens du XIXe siècle et de Giovanni Battista Belzoni, le découvreur, entre autres, de l'entrée de la pyramide de Khéphren et de la tombe de Séthi Ier dans la vallée des Rois.
Il a dirigé nombreuses expéditions scientifiques dans le Sahara égyptien pour documenter l'art et la vie de la Préhistoire du pays des pharaons et des missions dans les oasis égyptiennes.
Membre de l'Egypt Exploration Society et de la Société de géographie d'Égypte, il est auteur d'une trentaine de livres et de guides traduits en plusieurs langues et publiés par American University in Cairo Press, les éditions White Star (it), Gründ et Geodia.
Ses livres les plus connus sont :
- Égypte, Hommes, Temples et Dieux traduits en douze langues,
- le Guide du Sinaï, premier guide sur ce sujet,
- le Guide des Pyramides, le Guide de la vallée des Rois, des temples et de la nécropole thébaine,
- la Découverte de l'Égypte ancienne, ouvrage consacré aux voyageurs occidentaux en Égypte, Voyages en Égypte et Nubie de Giovanni Battista Belzoni,
- Journal de Voyage en Égypte de Morra di Lavriano et de l'Inauguration du Canal de Suez, un manuscrit inédit qui raconte la fabuleuse inauguration du canal de Suez en 1869 et la première croisière sur le Nil.

Il est auteur des premières cartes topographiques du parc national du Gilf Kebir.
Depuis l'année 2000, il collabore avec l'American University in Cairo pour laquelle il a réalisé la collection Pocket Guides, quatorze titres publiés en quatre langues.
Ancien expert consultant de l'IUCN, il a réalisé pour la coopération au développement de l'Ambassade d'Italie au Caire le Guide du Fayoum et du Ouadi Rayan et le Guide du Parc National du Gilf Kebir.
Alberto Siliotti a consacré beaucoup de temps à l'étude de la faune et des récifs coralliens et à la préservation du milieu sous-marin. Il est auteur d'un guide sur les poissons de la mer Rouge, d'un livre sur ses épaves les plus importantes et du Sinai Diving Guide, ouvrage qui a été récompensé par la Palme d'Or au Festival Mondial de l'Image sous-marine d'Antibes en 2005.

## Principales publications
- Égypte, terre des pharaons, éditions Gründ, 1994,  (ISBN 2-7000-2117-7)
- Sinaï Guide des Meilleurs Itinéraires, éditions Gründ, 1996,  (ISBN 2-7000-3411-2)
- Journal de Voyage en Égypte, Inauguration du Canal de Suez, éditions Gründ, 1997,  (ISBN 2-7000-2435-4)
- Pyramides Guide des meilleurs sites, 1997, éditions Gründ  (ISBN 2-7000-1078-7)
- Demeures d'éternité, Gallimard, 2000,  (ISBN 2-07-053524-X)
- Voyages en Égypte et en Nubie de Giovanni Belzoni, 2001, éditions Gründ  (ISBN 2-7000-2440-0)
- Les trésors enfouis, 2007, White Star S.R.L  (ISBN 88-6112-070-9)
- Voyages en Égypte et en Nubie de Giovanni Belzoni, 2009, éditions Tallandier  (ISBN 978-2-84734-553-7)
- Vallée des rois et reines : guide complet, 2011, White Star S.R.L  (ISBN 88-611-2364-3)